# صلح آوگسبورگ
صلح آوگسبورگ که توافق آوگسبورگ نیز نامیده می‌شود، پیمانی بین کارل پنجم، امپراتور مقدس روم و اتحادیه نظامی شاهزادگان لوترن موسوم به مجمع شمالکالدیک، بود که ماه آوریل سال ۱۵۵۵ میلادی در شهر آوگسبورگ به امضا رسید. این گنکره برای پایان دادن به کشمکش‌های مذهبی امپراتوری مقدس روم بر پا شد زیرا در نتیجه اصلاح دینی، اختلافاتی در این امپراتوری به وجود آمده بود.

## محتوا و آثار اولیه
صلح مذهبی آوگسبورگ پروتستانتیسم را بر مبنای تعریف سال ۱۵۳۰ اعتراف‌نامه آوگسبورگ، به عنوان یکی از دو مذهبی که قانوناً امکان عمل به آداب آن ممکن بود، در امپراتوری مقدس روم به رسمیت شناخت. بدین شکل اصل تسامح مذهبی بنیان نهاده شد. به هر صورت، تسامحی که طبق این صلح تعریف شد مشابه مفهوم نوینی که امروزه از آن برای هر یک از آحاد جامعه متصور است، نبود بلکه اساسا این شاهزادگان و حاکمیت‌های درون امپراتوری و نه رعایای آن‌ها، بودند که از آن منتفع گشتند. این صلح موقتا از به پا شدن جنگ داخلی در امپراتوری در نیمه دوم سده شانزدهم جلوگیری کرد. درگیری‌های نظامی علنی پس از این صلح نسبتا به ندرت در داخل امپراتوری به وقوع می‌پیوست و در صورت وقوع دایره محدودی داشت.
بر اساس یک بند ویژه که بدون اعتراض پروتستان‌ها به توافق‌نامه افزوده شد، شاهزادگان وابسته به کلیسای کاتولیک که به پروتستانتیسم گرویده بودند می‌بایست از تمامی جایگاه‌های خود کناره‌گیری می‌کردند و دستشان از عواید کلیسای کاتولیک کوتاه می‌شد تا سلطه کلیسای کاتولیک بر اراضی مختلف پیشین خود برقرار بماند.

## کاستی‌ها
صلح مذکور جایگاه لوترن‌ها را تضمین ساخت اما کالوینیست‌ها را نادیده گرفت. به هر صورت هنگام انعقاد صلح هیچ شاهزاده کالوینیستی در امپراتوری وجود نداشت. به پیروان کالوینیسم تا زمان صلح وستفالی حقوقی اعطا نشد. صلح حاصل‌گشته نتوانست به درستی درگیری‌های مذهبی و سیاسی را که ثبات امپراتوری را مختل می‌کرد، برطرف سازد. مسائل عدیده‌ای همچنان حل‌نشده باقی مانده بود. هر طرف مذهب خود را تنها عقیده راستین تلقی می‌کرد. کاتولیک‌ها هنوز امید خود را برای بازیابی گونه‌ای از یکپارچگی مذهبی از دست نداده بودند. در این حال پروتستان‌ها نیز در واقع اعتبار بند مربوط به پس دادن اراضی کلیسای کاتولیک را نپذیرفته بودند. تعدادی از اراضی کلیسای کاتولیک مخصوصا در شمال و شرق امپراتوری از جمله اسقف‌نشین اعظم ماگدبورگ، تدریجا سکولارسازی شدند. کاتولیک‌ها این سکولارسازی را غیر قانونی می‌دانستند و در برخی موارد و گاهی با توسل به زور، قادر به حفظ مواضع خود گشتند.